# سالا بيكر
سالا بيكر (بالإنجليزية: Sala Baker)‏ هو ممثل نيوزلندي، ولد في 22 سبتمبر 1976 بويلينغتون في نيوزيلندا.

## أعمال

### أفلام
- (2001)  رفقة الخاتم[2]
- (2002)  البرجان[3]
- (2003)  عودة الملك[4]
- (2007) المملكة[5]
- (2008) مسحوق أزرق
- (2009) ستار تريك[6][7][8]
- (2013) آيرون مان 3[9][10][11]
- (2013) باركر[12][13]
- (2016)  الحرب الأهلية[14][15][16]
- (2017) أرق[17]

### مسلسلات
- تشاك

## وصلات خارجية
- سالا بيكر على موقع IMDb (الإنجليزية)
- سالا بيكر على موقع ألو سيني (الفرنسية)
- سالا بيكر على موقع أول موفي (الإنجليزية)
- سالا بيكر على موقع قاعدة بيانات الفيلم (الإنجليزية)
- سالا بيكر على موقع كينوبويسك (الروسية)